# Skuldelev Sogn
Skuldelev Sogn er et sogn i Frederikssund Provsti (Helsingør Stift).
I 1800-tallet var Selsø Sogn anneks til Skuldelev Sogn. Begge sogne hørte til Horns Herred (Sjælland) i Frederiksborg Amt. Skuldelev-Selsø sognekommune blev ved kommunalreformen i 1970 indlemmet i Skibby Kommune, der ved strukturreformen i 2007 indgik i Frederikssund Kommune.
I Skuldelev Sogn ligger Skuldelev Kirke.
I sognet findes følgende autoriserede stednavne:
- Hyllingeris (bebyggelse)
- Koholm (bebyggelse)
- Lineborg (bebyggelse)
- Onsved (bebyggelse)
- Onsved By (bebyggelse, ejerlav)
- Onsved Huse (bebyggelse)
- Onsved Mark (bebyggelse)
- Pagterold (bebyggelse, ejerlav)
- Skuldelev (bebyggelse)
- Skuldelev By (bebyggelse, ejerlav)
- Svineholm (bebyggelse)
- Torp Mark (bebyggelse)
- Torpegård (landbrugsejendom, ejerlav)